# Øresundskollegiet
Øresundskollegiet er et kollegium beliggende på Amager, København. Kollegiet er Nordens største med 1.024 lejemål og cirka 1.500 beboere. Kollegiet er kendt for at huse en stor andel beboere med færøsk baggrund.
Øresundskollegiets Fodboldklub tilsluttet Københavns Boldspil-Union udsprang historisk fra studiemiljøet på Øresundskollegiet.
Kollegiet blev opført 1971–74 efter tegninger af arkitekterne Axel Wanscher, Peter Collin, Hans Bølling og Flemming Behnke.

## Eksterne henvisning
- Øresundskollegiets hjemmeside

55°40′1″N 12°36′12″Ø / 55.66694°N 12.60333°Ø